# Kenyon (Anglia)
Kenyon – wieś w Anglii, w hrabstwie ceremonialnym Cheshire, w dystrykcie (unitary authority) Warrington.